# Pilibhit (distrikt)
Pilibhit är ett distrikt i den indiska delstaten Uttar Pradesh, och hade 1 645 183 invånare år 2001 på en yta av 3 499 km². Det gör en befolkningsdensitet på 470,2 inv/km². Den administrativa huvudorten är staden Pilibhit. De största religionerna är Hinduism (71,32 %) och Islam (23,75 %).

## Administrativ indelning
Distriktet är indelat i tre kommunliknande enheter, tehsils:
- Bisalpur, Pilibhit, Puranpur

## Städer
Distriktets städer är huvudorten Pilibhit samt Barkhera, Bilsanda, Bisalpur, Gularia Bhindara, Jahanabad, Kalinagar, Nyoria Husainpur och Puranpur.
Urbaniseringsgraden låg på 17,88 procent år 2001.